# Numero del vampiro
| n  | Conto dei numeri del vampiro di lunghezza n |
| -- | ------------------------------------------- |
| 4  | 7                                           |
| 6  | 148                                         |
| 8  | 3228                                        |
| 10 | 108454                                      |
| 12 | 4390670                                     |
| 14 | 208423682                                   |

In matematica, un numero del vampiro (o vero numero del vampiro) è un numero naturale composto v, con un numero pari di cifre n, che può essere fattorizzato in due interi x e y (chiamati zanne) che non abbiano entrambi degli zeri finali e ognuno dei quali abbia n/2 cifre, dove v contiene precisamente tutte le cifre di x e y, in un ordine qualsiasi, contando la molteplicità.

## Esempi
Per esempio: 1260 è un numero del vampiro, le cui zanne sono 21 e 60 (dato che 21·60 = 1260): infatti, 1260 ha 4 cifre e 12 e 60 hanno entrambi 4/2 = 2 cifre, ed è inoltre formato da tutte le cifre di 21 e 60. 126000, invece, non è un numero del vampiro: le sue zanne (210 e 600), infatti, hanno entrambe degli zeri finali. Allo stesso modo, 1023 (le cui zanne sono 31 e 33) non può essere un numero del vampiro, perché in 1023 non sono contenute tutte le cifre delle zanne (1023 contiene sì sia il 3 che l'1, ma nelle sue zanne il 3 compare, complessivamente, tre volte, quindi 1023 dovrebbe essere composto da tre 3).
I primi numeri del vampiro sono:
1260, 1395, 1435, 1530, 1827, 2187, 6880, 102510, 104260, 105210, 105264, 105750, 108135, 110758, 115672, 116725, 117067, 118440, 120600, 123354, 124483, 125248, 125433, 125460, 125500 (sequenza A014575 dell'OEIS).
I numeri del vampiro apparvero per la prima volta nel 1994 in un post di Clifford A. Pickover sul gruppo di Usenet sci.math, e l'articolo che in seguito scrisse fu pubblicato al capitolo 30 del suo libro Keys to infinity.

## Coppie multiple di zanne
Un numero del vampiro può avere più di una coppia di distinte zanne. Il primo numero del vampiro con due coppie di zanne è
125460 = 204 · 615 = 246 · 510
Il primo numero del vampiro con tre coppie di zanne è
13078260 = 1620 · 8073 = 1863 · 7020 = 2070 · 6318
Il primo numero del vampiro con quattro coppie di zanne è
16758243290880 = 1982736 · 8452080 = 2123856 · 7890480 = 2751840 · 6089832 = 2817360 · 5948208
Il primo numero del vampiro con cinque coppie di zanne è
24959017348650 = 2947050 · 8469153 = 2949705 · 8461530 = 4125870 · 6049395 = 4129587 · 6043950 = 4230765 · 5899410

## Varianti
Gli pseudonumeri del vampiro sono simili ai numeri del vampiro, ad eccezione delle zanne: le zanne di uno pseudonumero del vampiro di lunghezza n non devono necessariamente essere di lunghezza n/2; gli pseudonumeri del vampiro possono anche avere un numero dispari di cifre (es: 126 = 6·21).
Più generalmente, possono esserci più di due zanne. In questo caso, i numeri del vampiro sono dei numeri n che possono essere fattorizzati con le cifre di n (es: 1395 = 5·9·31). I primi numeri del vampiro di questo tipo sono:
126, 153, 688, 1206, 1255, 1260, 1395 (sequenza A020342 dell'OEIS).
Un numero primo del vampiro, come lo definì Carlos Rivera nel 2002, è un numero del vampiro le cui zanne sono i suoi fattori primi. I primi numeri primi del vampiro sono:
117067, 124483, 146137, 371893, 536539
Il più grande conosciuto è (94892254795×1045418+1)2, ed è stato scoperto da Jens K. Andersen nel 2002.